# Rua Grande (São Luís)
A Rua Grande é um dos logradouros mais importantes do município de São Luís, no Maranhão Está localizada no Centro Histórico da cidade. Considerada um importante centro comercial, a rua guarda uma longa história. 

## Histórico
Em meados do século XVII, já possuía quatro quadras, mas tem seus primeiros registros em mapas a partir de 1698. De acordo com os historiadores, a rua seria o caminho mais fácil de acesso ao interior da ilha. Em 1665, o caminho foi transformado em rua, facilitando a passagem de carros de boi, levando cargas até o Cutim.
Em 1743, foi construída a Igreja de Nossa Senhora da Conceição dos Mulatos (sede paroquial a partir de 1805).
Em 1844, a rua se estendia até a rua do Outeiro, sendo conhecida então como Caminho Grande. Outros nomes pela qual ficou conhecida foram “Estrada Real” e “ Rua Larga”.
Entre 1852 e 1855, a rua passou por uma reestruturação, recebendo o primeiro calçamento. Novo calçamento foi feito em 1867 e em 1877.
Nesse período, personalidades como Ana Jansen e Cândido Ribeiro (importante industrial do Maranhão) moraram na rua Grande.
Em 1912, foi instalada uma linha de bonde na rua Grande em sua extensão, indo até o Anil, além de outro linha que ia do Largo dos Remédios até a Quinta do Matadouro (atual São Pantaleão), passando pelas Ruas Rio Branco, do Passeio e a atual Rua do Norte. Entretanto, só a partir de 1924 o transporte por bonde elétrico passa a ser efetivo.
A Igreja de Nossa Senhora da Conceição dos Mulatos foi demolida em 1939, sendo construído, no seu lugar, o Edifício Caiçara, primeiro arranha-céu de São Luís. Essa medida ocorreu no contexto do projeto de modernização urbanista de São Luís, durante o governo do interventor Paulo Ramos (1936-1945). 

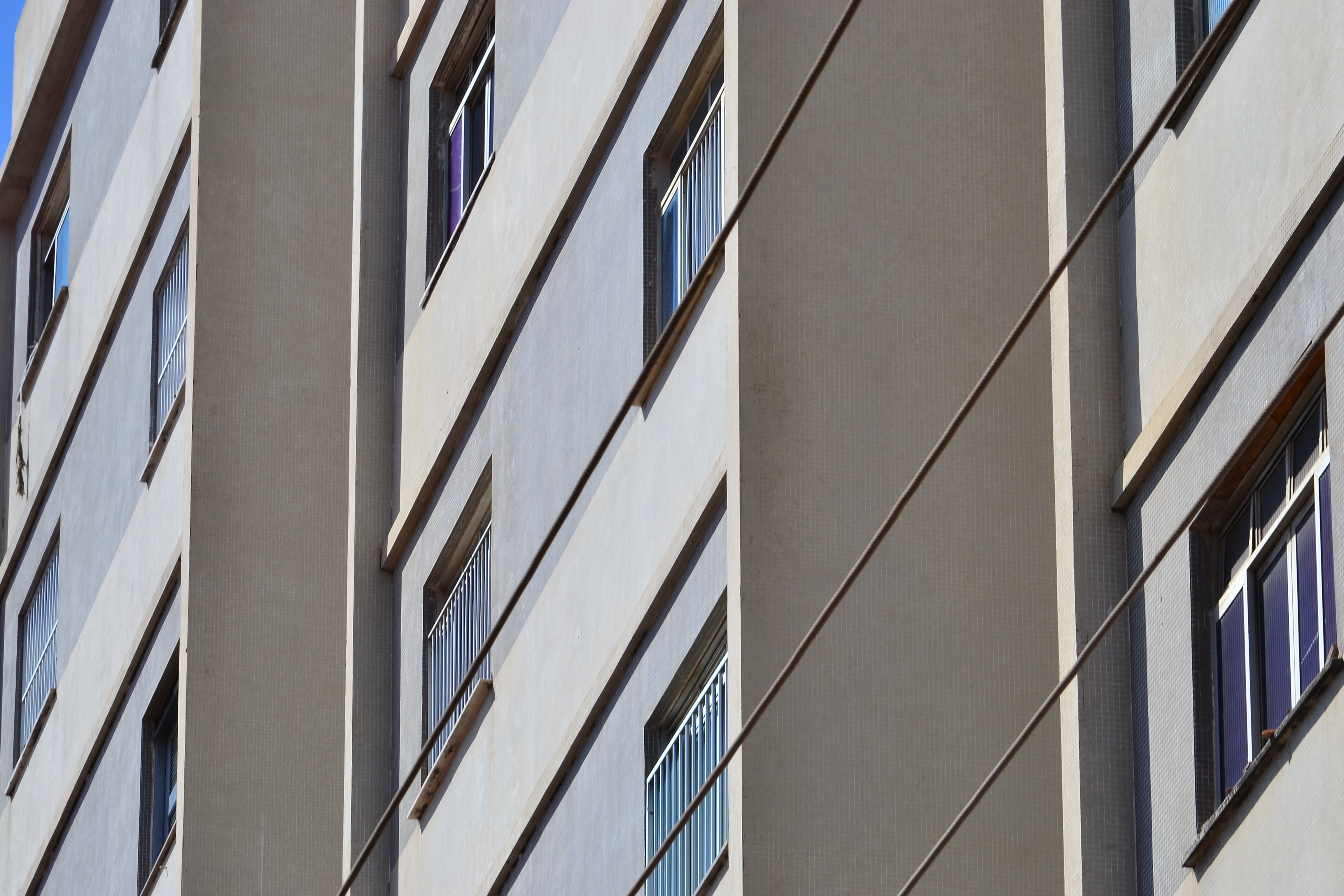
Edifício Caiçara, na rua Grande.

Na esquina com a Rua do Passeio, fica localizado o Palacete Gentil Braga. O antigo cinema Éden ficava no início da rua.
Ao longo das décadas seguintes, a via sofre modificações que a descaracterizam, como a retirada dos trilhos dos bondes, a substituição do calçamento tradicional por camadas de asfalto, demolição de prédios, transformação das residências em pontos comerciai.
Em 1979, tornou-se proibido o transido de veículos motorizados, transformando a rua Grande em um espaço exclusivo para pedestres.
Em 1986, ocorreu o tombamento estadual do Centro Histórico, abrangendo a Rua Grande.

## Reformas
Em 1990, foi executada uma reforma pela Prefeitura, que incluiu o alargamento das calçadas, mantendo-se a pista com paralelepípedos.
Em 2018, foi feita nova reforma pela Prefeitura e IPHAN, que incluiu obras de drenagem, calçamento e pavimentação em concreto intertravado, instalação elétrica subterrânea, novo posteamento de iluminação pública e colocação de bancos em madeira e aço.